# Giv din ungdomsdag åt Jesus
Giv din ungdomsdag åt Jesus är en kort psalmtext med tre verser av Lina Sandell-Berg. 

## Publicerad som
- Nr 120 i Svensk söndagsskolsångbok 1908 under rubriken "Inbjudningssånger"
- Nr 578 i Svenska Missionsförbundets sångbok 1920 under rubriken "Ungdomsmission".
- Nr 105 i Svensk söndagsskolsångbok 1929 under rubriken "Inbjudningssånger".
- Nr 603 i Sionstoner 1935 under rubriken "Ungdom".
- Nr 754 i Lova Herren 1988 under rubriken "Barn och ungdom".